# Jérusalem
Jérusalem é uma grande ópera em quatro atos de Giuseppe Verdi com libreto francês de Alphonse Royer e Gustave Vaëz que foi parcialmente traduzido e adaptado a partir de 1843 do original da ópera italiana de Verdi, I Lombardi alla prima crociata.
A estreia foi na Académie Royale de Musique em Paris a 26 de novembro de 1847.
| Papel | Voz      | Estreia, 26 de novembro 1847 (maestro: - ) |
| --- | -------- | ------------------------------------------ |
| Gaston, Visconde de Béarn | tenor    | Gilbert Louis Duprez                       |
| Conde de Toulouse | barítono | Charles Portheaute                         |
| Roger, irmão do Conde | baixo    | Adolphe Louis Joseph Alizard               |
| Hélène, filha do Conde | soprano  | Mme Julian Van Gelder                      |
| Isaure, sua companheira | soprano  | Mme Muller                                 |
| Adhemar de Monteil, Núncio Papal                                                                                                | baixo    | Hippolyte Bremont                          |
| Raymond, escudeiro de Gaston | tenor    | M. Barbot                                  |
| Soldado | baixo    | M. Prevost                                 |
| Arauto | baixo    | M. Molinier                                |
| Emir de Ramla | baixo    | M. Guignot                                 |
| Oficial do Emir | tenor    | M. Koenig                                  |
| Cavaleiros, Senhoras, soldados, peregrinos, penitentes, e executor, sheiks árabes, as mulheres do harém, e as pessoas de Ramala |          |                                            |

## Gravações Selecionadas
| >Ano | Cast (Gaston, Hélène, Count of Toulouse, Roger)                                | Maestro, Sala de Ópera e Orquestra                                             |                                   |
| ---- | ------------------------------------------------------------------------------ | ------------------------------------------------------------------------------ | --------------------------------- |
| 2000 | Marcello Giordani, Marina Mescheriakova, Philippe Rouillon, Roberto Scandiuzzi | Fabio Luisi, Orchestre de la Suisse Romande, Chorus of Grand Théatre de Genève | Audio CD: Phillips Cat: 462-613-2 |
| 2000 | Ivan Momirov, Veronica Villarroel, Alain Fondary, Carlo Colombara              | Michel Plasson, Teatro Carlo Felice Orchestra and Chorus                       | DVD: TDK Cat: DVUS-OPJER          |